# Otzing
Otzing là một đô thị ở huyện Deggendorf bang Bayern nước Đức. Đô thị Otzing có diện tích 30,44 km², dân số thời điểm ngày 31 tháng 12 năm 2006 là 2006 2006 người.